# Арюшина гора
Арюшина гора — государственный природный комплексный заказник регионального значения в Орехово-Зуевском городском округе Московской области. Целостный массив старовозрастных условно-коренных хвойных лесов западной Мещёры, место произрастания редких видов. Богатая фауна, глухариные и тетеревиные тока.

## Введение
Государственный природный комплексный заказник регионального значения «Арюшина гора» образован постановлением правительства Московской области от 11.10.2017 № 848/36.
Территория планируемого заказника была обследована и предложена к охране Дружиной биофака МГУ по охране природы в 1992 году. Впервые «Арюшина гора» включена в Схему территориального планирования Московской области в 2007 году как комплексный, гидрологический, ботанический, зоологический заказник, представляющий собой крупный старовозрастной лесной массив Центральной Мещёры с полноценными экосистемами.

## Характеристика территории заказника
Заказник расположен на территории Орехово-Зуевского городского округа Московской области на водоразделе бассейнов рек Клязьма и Москва, охватывая наиболее высокую часть Подмосковной Мещёры — так называемый Мещёрский хребет, в том числе одну из его высших точек — Арюшину гору (171 м над уровнем моря). Сосновые и смешанные леса в районе Арюшиной горы привлекли внимание исследователей и впервые были предложены к особой охране ещё в начале 1990-х годов. Эта ООПТ непосредственно примыкает к государственному природному заказнику «Переходное болото у д. Софряково», созданному в 1990 году, и в экологическом отношении составляет с ним единое целое.

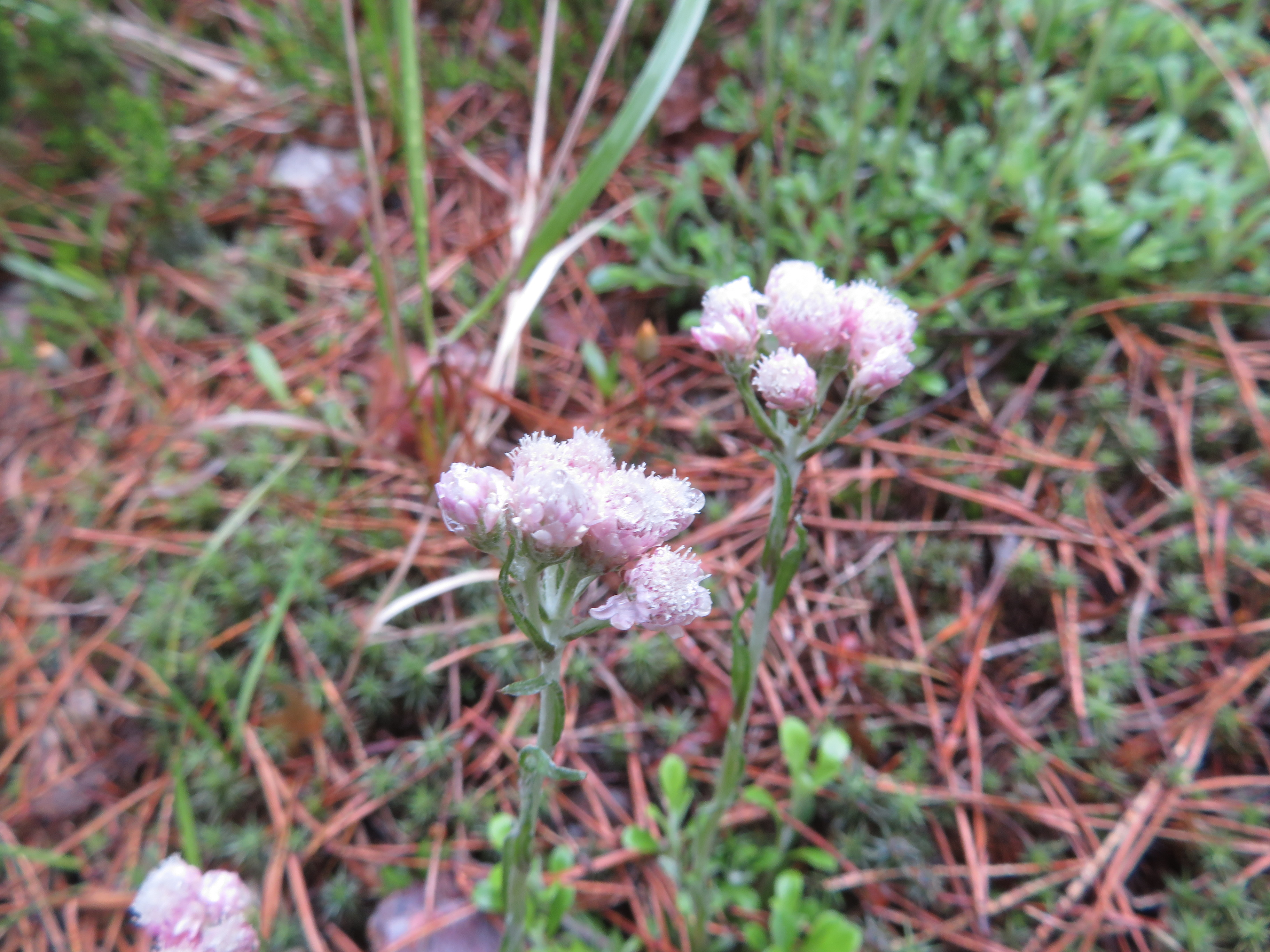
Кошачья лапка двудомная — обитатель сухих мест

Территория представляет собой целостный массив старовозрастных условно-коренных хвойных лесов и болот западной Мещеры. В северной части территории в днище древней ложбины стока сформировался обширный массив заболоченных, затянутых сплавинами и обводненных торфяных карьеров общей площадью более 200 га, где берёт начало река Нерская.
Наиболее ценными в природоохранном плане экосистемами заказника являются:
- условно-коренные старовозрастные сосново-еловые зеленомошные леса с участками лишайниково-зеленомошных сосняков;
- сосновые и смешанные молиниево-орляковые и молиниево-сфагновые леса;
- черноольшаники влажнотравные;
- комплексы низинных и переходных болот с участками верховых болот;
- водная, прибрежно-водная и болотная растительность обводненных зарастающих торфяных карьеров и осоково-сфагновых сплавин.

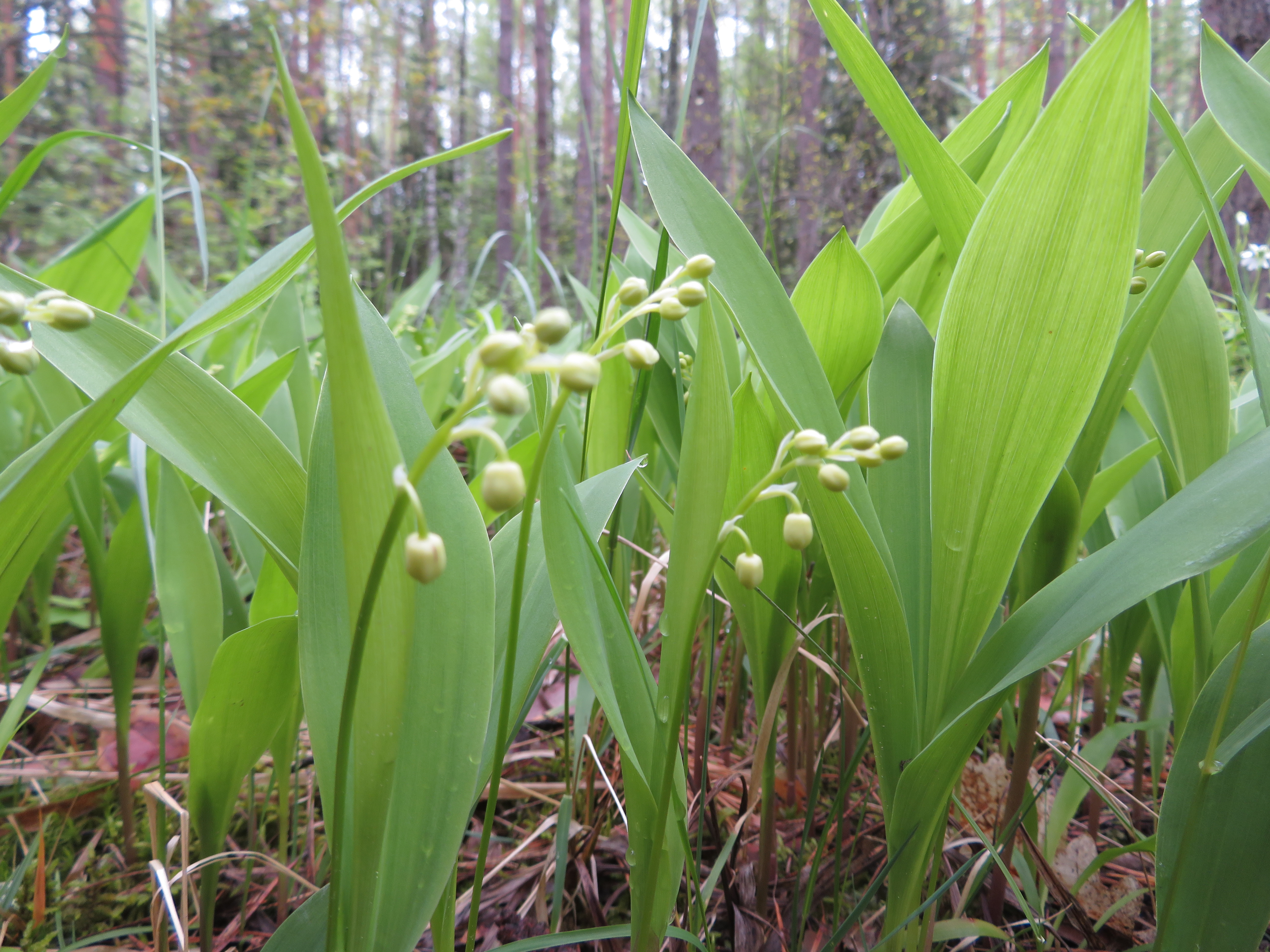
Ландыш майский

На территории заказника отмечено обитание 129 видов позвоночных животных, в том числе пять видов амфибий, четыре вида пресмыкающихся, 93 вида птиц и 20 видов млекопитающих, причем здесь практически отсутствуют синантропные (связанные с деятельностью человека) виды, что делает заказник примером сохранности и целостности природного комплекса. При обследовании здесь было выявлено 12 видов растений, грибов и лишайников, занесенных в Красные книги России и Московской области, а также 20 видов фауны. Из них 3 вида занесены в Красную книгу Российской Федерации и Красную книгу Московской области, 11 видов включены в Красную книгу Московской области, а также 14 видов редких и уязвимых видов, не внесенных в Красную книгу Московской области, но нуждающихся на территории области в постоянном контроле и наблюдении.
Во время обследования территории проектируемого заказника «Арюшина гора» были обнаружены два вида грибов, занесенных в Красную книгу Московской области — березовик розовеющий (или окисляющийся) и паутинник фиолетовый. Раньше в Орехово-Зуевском районе их не находили, а березовик и вовсе впервые обнаружен на востоке области.
На территории создаваемого заказника «Арюшина гора» обнаружена редчайшая безногая ящерица Anguis fragilis (ломкая веретеница).
В разные годы заповедным местам был нанесен значительный ущерб: особенно пострадали местные леса в результате пожара, прошедшего здесь летом 2010 года. Кроме того, экосистема по-прежнему восстанавливается после масштабных мелиоративных работ и нарушений почвенного покрова в результате добычи торфа.

## Режим хозяйственного использования
В заказнике разрешены сбор грибов и ягод, рыбная ловля и охота, пешие и лыжные прогулки, а также проезд по грунтовым автомобильным дорогам. Территория пользуется популярностью у самодеятельных и организованных туристов.
К запрещённым видам хозяйственной деятельности относятся:
- любое строительство, прокладка дорог и иных коммуникаций;
- разведка и добыча полезных ископаемых;
- взрывные работы;
- рубки леса, кроме выборочных санитарных;
- разведение костров, сжигание мусора, устройство палов сухой растительности;
- загрязнение территории;
- распашка лугов;
- заезд на территорию заказника и проезд по ней с использованием снегоходов, квадроциклов, мотоциклов и иных моторных средств;
- сбор дикорастущих растений.